# Hudiksvall (comuna)
Hudiksvall (em sueco: Hudiksvalls kommun;  ouça a pronúncia), Hudicsvália [carece de fontes?], Hudicsovaldo [carece de fontes?] ou Hundinsvália [carece de fontes?] é uma comuna da Suécia no condado de Gävleborg. Sua capital é a cidade de Hudiksvall. Possui 2 489 quilômetros quadrados e segundo censo de 2018, havia 37 430 habitantes.